# KATCO
La société KATCO est une coentreprise entre Areva Mines (51 %) et Kazatomprom (49 %) créée en 1996. Son siège est situé à Almaty au Kazakhstan. KATCO emploie environ 1 200 personnes dans la région sud du Kazakhstan, où elle exploite les gisements d'uranium de Muyunkum et de Tortkuduk selon la technique de lixiviation in situ.
Katco est dirigé depuis 2013 par Gérard Fries, ancien élève de l'École polytechnique (X75) et de l'École des mines de Paris.
En juin 2008, Areva a signé un accord avec Kazatomprom afin d'augmenter la capacité de production de KATCO de 1500 à 4 000 tonnes d'uranium par an.  Katco a produit 3 661 tonnes de yellowcake en 2012, 3 558 en 2013, et 4 322 en 2014 soit 7,7% de la production mondiale.
La production utilise la technique de la lixiviation in situ : de grandes quantités d'acide sulfurique sont injectées dans le sous-sol pour dissoudre l'uranium, puis repompées à la surface au bout de quelques mois. On extrait de cette solution des concentrés de l'ordre de 75 à 80% d'uranium. Environ 3 500 forages sont en activité. Selon l'association écologiste Robin Wood, le processus affecte la nappe phréatique, et les effets à long terme sont incertains.